# Besòs
|  | Aquest article tracta sobre un riu de la província de Barcelona. Vegeu-ne altres significats a «Besòs (desambiguació)». |

El Besòs és un riu català, amb un curs de 17,7 km, que neix a la comarca del Vallès Oriental de la unió dels rius Mogent i Congost i desemboca al Mediterrani en el terme municipal de Sant Adrià de Besòs.
La seva conca procedeix dels termes municipals d'Aiguafreda, el Figueró i Montmany, la Garriga, Llerona, Canovelles, Granollers, Montmeló i Mollet del Vallès, però, pròpiament, discorre pels de Parets del Vallès, Montcada i Reixac, Santa Coloma de Gramenet, Barcelona i Sant Adrià de Besòs. El cabal del Besòs és típic de la Mediterrània, molt irregular al llarg de l'any.

## Etimologia
Entre els autors antics, el riu apareix solament a Pomponi Mela, qui l'anomena amb el mateix nom que el de la ciutat de Badalona, Baetulo. No torna a aparèixer documentat fins al segle x, en què apareix sota la forma llatinitzant Bissaucio. Això ha portat a pensar que el nom actual de Besòs (ant. Bissaucio) comparteix el començament de l'arrel Be- amb el topònim de Baetulo (mod. Badalona, en ibèric Baitolo), i que Besòs i Badalona serien composts en ibèric amb un primer element compartit bai- i un segon element sauc, en el cas del Besòs, i tolo, en el cas de Badalona. En efecte, sembla que el morfema bai és identificable en ibèric. En qualsevol cas, el significat del topònim roman desconegut.

## Afluents
El riu Besòs té cinc afluents principals:
- El Mogent[5]
  - Riera de Vallforners
  - Riera de Vilamajor
    - Vallserena[6]
- El Congost[7]
  - Riera de Corró[8]
- El Tenes.[9]
  - El Rossinyol[10]
- La riera de Caldes
- El Ripoll[11]
  - Torrent de Colobrers
  - Riu Tort
  - Riu Sec

## Conca hidrogràfica
La conca hidrogràfica  del Besòs, amb una superfície de 1.038 km², es troba emmarcada entre les serralades Prelitoral i Litoral, encara que la major part de la seva superfície es desenvolupa dins de la depressió del Vallès. Els punts culminants de la divisòria d'aigües són: el Pla de la Calma (1.350 m) i el Tagamanent (1.055 m), al Montseny; la Mola (1.100 m) i el Montcau (1.035 m), a Sant Llorenç de Munt; el Tibidabo (512 m), a Collserola, i el Corredor (634 m).
La major part dels cursos de la conca del Besòs neixen a la part meridional de la Serralada Prelitoral i configuren una xarxa de drenatge asimètrica, l'eix principal de la qual està format pels cursos fluvials del Congost i Besòs, al qual s'uneix pel marge esquerre el Mogent i pel marge dret el Tenes, la Riera de Caldes i el Ripoll. La longitud acumulada dels rius i rieres més importants de la conca és de 530 km. La conca té un règim hidrològic típicament mediterrani amb uns cabals d'estiatge molt baixos, de l'ordre de 2 m³/s a la desembocadura, que s'arriben a multiplicar més de 1.000 vegades amb les tempestes de tardor.

## La desembocadura
Els darrers 450 metres del riu, abans de desembocar en el mar Mediterrani, conformen la zona del Parc Fluvial del Besòs anomenada La desembocadura. Es troba encaixada dins dels murs de contenció del riu els quals eviten la inundació de les zones urbanes de Sant Adrià de Besòs més properes al riu en els períodes de crescuda. Aquesta zona està restringida al públic, però disposa de tres miradors per a observar-la: el Parc del Litoral, el Parc de la Pau i el Pont de Maristany. No disposa del Sistema d'Alerta Hidrològica propi de la Zona d'ús públic.
Els 150 metres d'amplada del riu aquí és l'únic lloc on poden aturar-se les aus aquàtiques entre els deltes del Llobregat i la Tordera. La zona està abalisada per protegir la nidificació d'aus protegides. A la barra de sorra de la desembocadura històricament s'hi han realitzat albiraments destacables d'aus.

## Consum de l'aigua
A causa de l'elevat consum humà de l'aigua a la conca es transvasa aigua de les conques del Ter i del Llobregat les dues terceres parts de l'aigua que consumim les persones. S'hi troben dos aqüífers importants: la cubeta de la Llagosta i el delta del Besòs, amb una capacitat aproximada de 110 hm³. Tot i ser una conca petita, presenta una gran diversitat d'hàbitats, amb tres ambients clarament diferenciats: la muntanya, que envolta la conca amb espais d'interès natural (Collserola, Sant Llorenç de Munt, els Cingles de Bertí, el Montseny i la Serralada de Marina); les planes del Vallès, amb una important i continuadament creixent implantació urbana i industrial, i la desembocadura, que pren un caire totalment urbà dins l'Àrea metropolitana de Barcelona.
L'activitat agrícola, que va ser predominant fins a la dècada dels anys 1960, quan ocupava la major part del sòl disponible, ha deixat pas a la indústria, que a poc a poc va ocupar el sòl dedicat a l'agricultura, especialment el de regadiu i en particular el situat a prop dels rius. El tipus d'indústria a la conca és molt variat; hi són representats gairebé tots els sectors, en particular el químic, metal·lúrgic, plàstics, pell, tèxtil, materials de construcció, paper, alimentació, etc., amb quasi 10.000 establiments potencialment contaminadors. És lloc de pas d'importants vies de comunicació que se situen vora els rius, amb les línies de tren St. Vicenç de Calders-Vic i l'Hospitalet-Portbou, l'autovia C-17 i l'autopista A-7. La Conca del Besòs és la més habitada de Catalunya, amb més de dos milions d'habitants que en són tributaris.
Les crescudes del riu Besòs són conegudes localment com a "bessosades".

## Història
Tot i que mai no ha estat navegable, ha representat una via de comunicació entre la costa catalana i l'interior. Les seves aigües s'utilitzaren per al regadiu dels conreus de Barcelona; és per això que, el segle x, es construí el Rec Comtal, que neix a Montcada i Reixac i que durant l'edat mitjana arribava fins a l'interior de la ciutat de Barcelona. A causa del seu pas per una zona densament poblada i industrialitzada, durant els anys 1970 i 80 fou tristament famós pel fet de ser el riu més contaminat d'Europa. Des de mitjan dècada del 1990 ha estat netejat, i les seves aigües, depurades. Aprofitant la remodelació urbanística del Fòrum Universal de les Cultures, el 2004 s'inaugurà el Parc Fluvial del Besòs, situat entre Barcelona, Santa Coloma de Gramenet i Sant Adrià de Besòs.

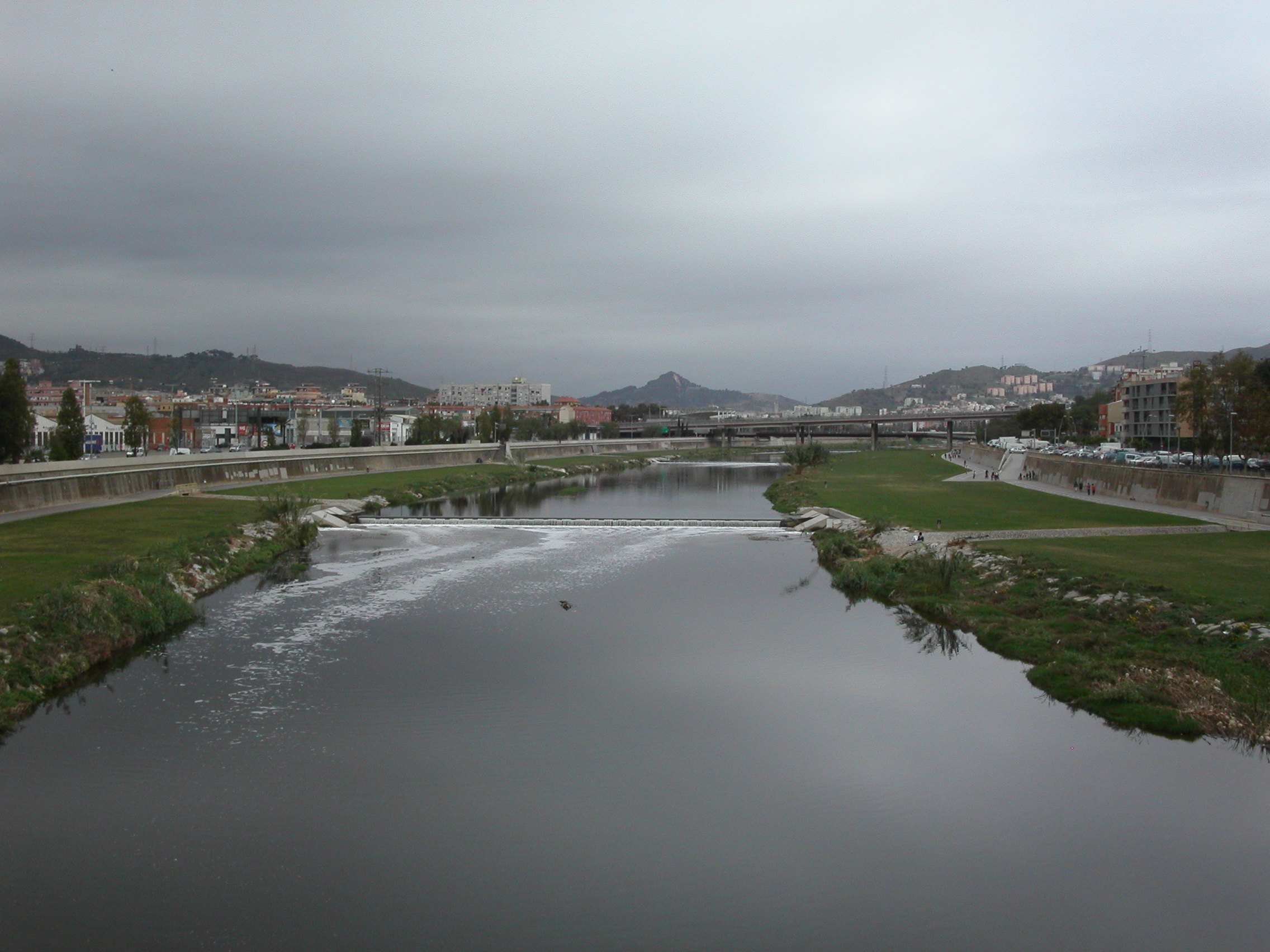
Vista del riu a Sant Adrià de Besòs
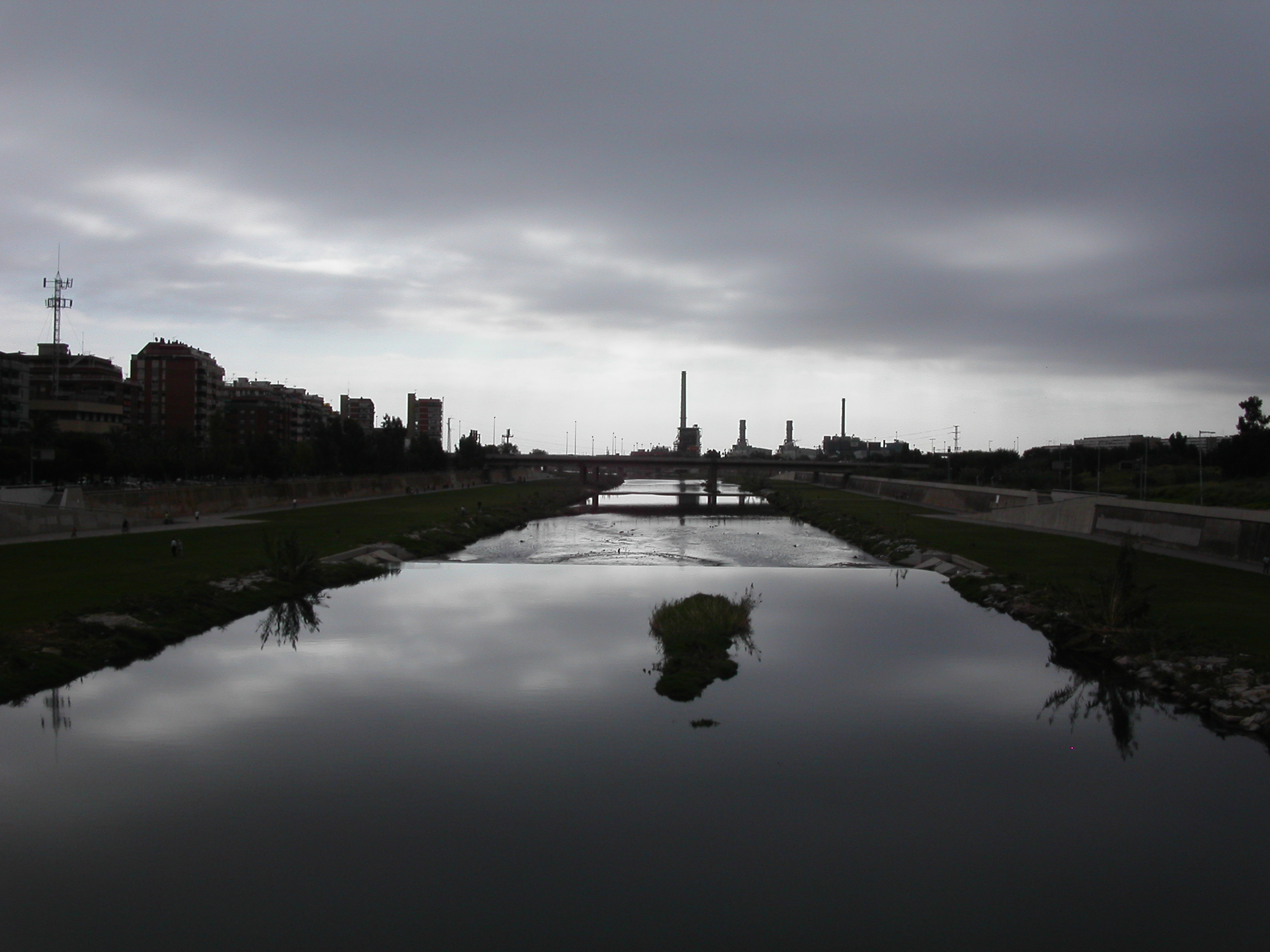
El tram final del riu en direcció a la mar
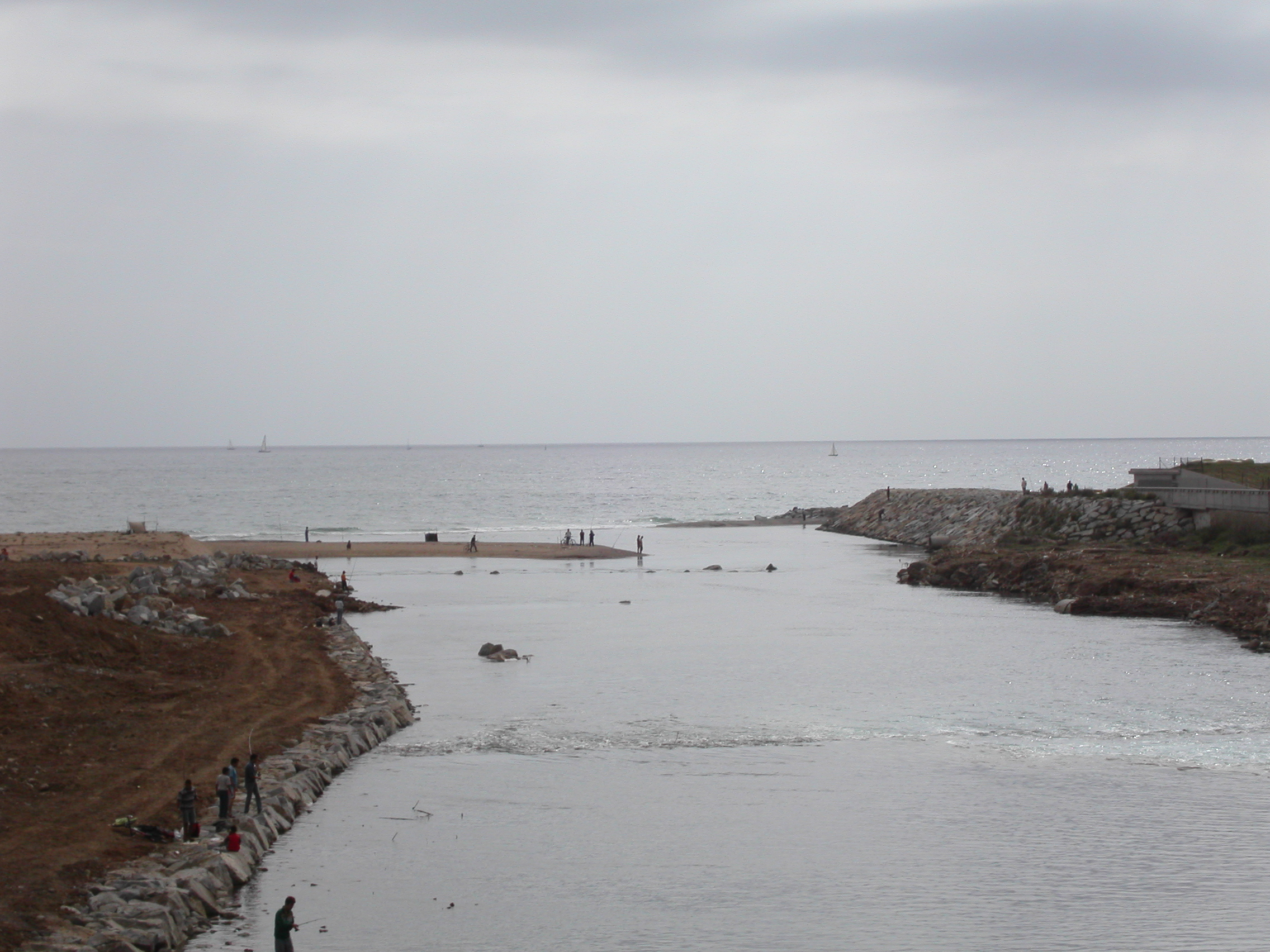
La desembocadura